# Lederergasse (Linz)
Die Lederergasse ist eine Straße in der oberösterreichischen Landeshauptstadt Linz. Sie befindet sich in der Innenstadt und wurde nach den früher hier ansässigen Gerbereibetrieben, den Lederern, benannt.

## Geschichte
Bis 1869 hieß die Straße Lederergasse und Lazarettgasse nach dem ehemaligen im 17. Jahrhundert errichteten Pestlazarett, Hausnummer 33. Von 1869 bis 1943 hieß sie Keplerstraße nach dem Astronomen Johannes Kepler und seit 1943 wieder Lederergasse.
Früher bestanden in der Lederergasse folgende bedeutende Gebäude: bei Nr. 21 die Tonofenfabrik Schadler, Nr. 33 ein Pestlazarett bzw. Spital, Nr. 47 die Landes-Frauenklinik.

## Lage und Charakteristik
Die rund 1,6 Kilometer lange Straße verläuft zunächst in östlicher und dann in ostnordöstlicher Richtung vom Pfarrplatz zur Mühlkreis Autobahn. Dort endet die Straße als Sackgasse, es schließt sich ein Geh- und Radweg zur Posthofstraße an. Nach dem Bereich zwischen Pfarrplatz und Herbert-Bayer-Platz wird die mittelalterlich-schmale Gasse wesentlich breiter. Herrschen zuerst Wohngebäude und öffentliche Gebäude vor, so dominieren ab der Holzstraße Gewerbebetriebe. Die Straße wird zwischen der Quergasse und der Holzstraße von den Buslinien 26 und 27 befahren mit drei Bushaltestellen (Lüfteneggerstraße, Lederergasse bzw. Holzstraße).

## Gebäude

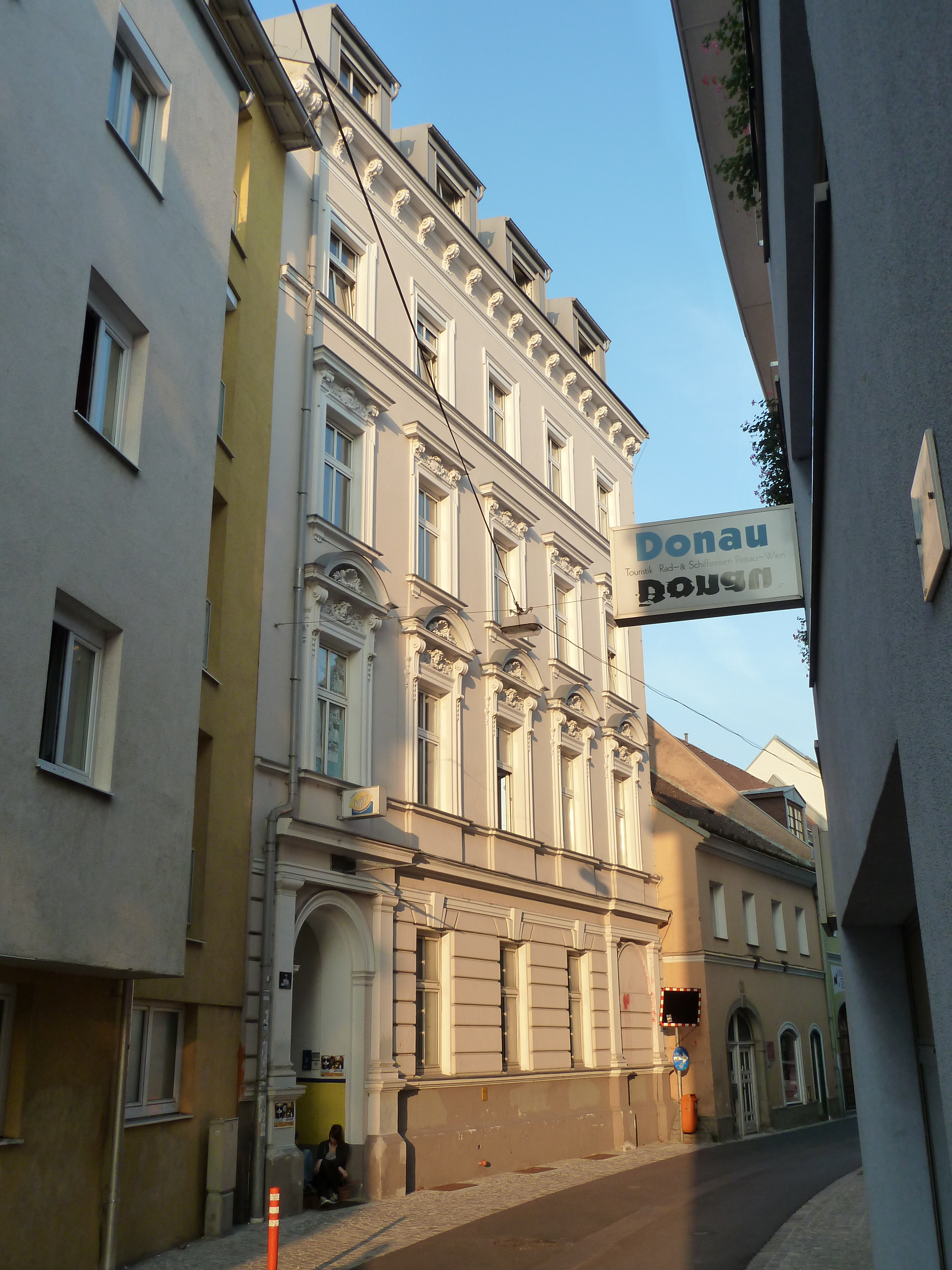
Lederergasse 7

### Nr. 7 Ehemaliges Mannschaftsgebäude der Feuerwehr
Das Ende des 19. Jahrhunderts erbaute Haus war früher das Mannschaftsgebäude der Linzer Berufsfeuerwehr, von 1950 bis 1975 war darin die Linzer Musikschule untergebracht. Heute dient es als Jugendzentrum.

### Nr. 10 Handwerkerhaus
In diesem Haus wohnte laut Gedenktafel der Astronom Johannes Kepler in der Zeit um 1611/1612.

### Nr. 15 Gasthaus
Das Haus, in dem sich heute das Gasthaus Schindler’s Heuriger – vormals Baumgartner, davor laut Gebäude-Aufschrift Strasser-Lahninger – befindet, wurde bereits 1495 erstmals erwähnt.

### Volksküche
Die Volksküche Ecke Herbert-Bayer-Platz wurde 1926 von Curt Kühne erbaut und beherbergt heute das Architekturforum Oberösterreich und den Künstlerverein Maerz.

### Eichamt
Ecke Herbert-Bayer-Platz befindet sich das in den 1950er Jahren erbaute Gebäude des Bundesamtes für Eich- und Vermessungswesen.

### Nr. 26 Bürgerhaus
Ein dreigeschoßiges Haus mit rechteckigem Erker und auffälliger ornamentaler Fassadenbemalung. 1616 wurde das Haus erstmals urkundlich erwähnt. 1926 kamen im Zuge einer Renovierung Sgraffito-Ornamente hervor.

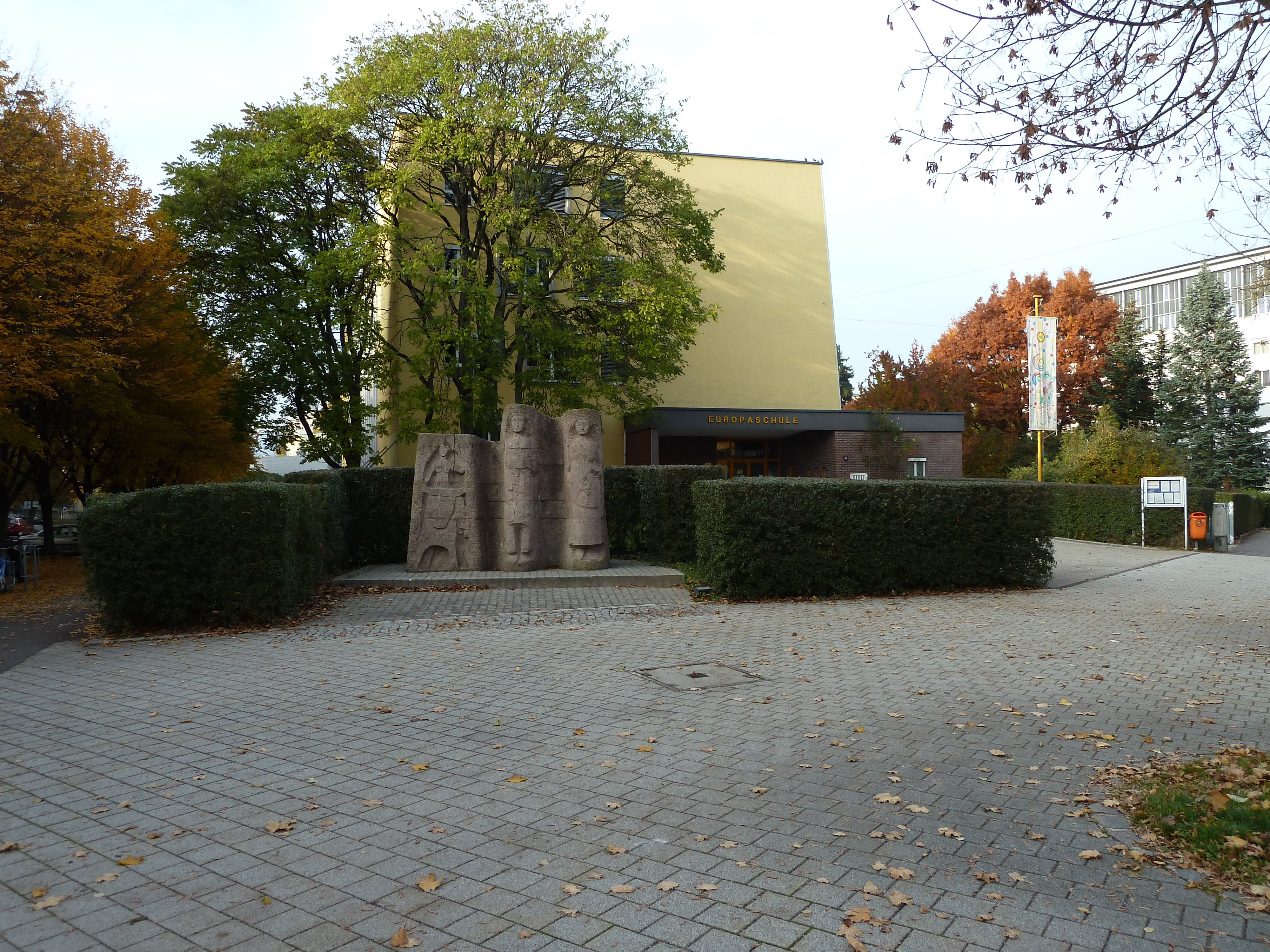
Europaschule und Oberlandesgericht (ganz rechts)

### Nr. 35 Europaschule
Die Europaschule, Übungsvolks- und Hauptschule des Bundes, wurde 1957 bis 1959 von Fritz Fanta und Adolf Kammermayer erbaut.

### Oberlandesgericht
Ecke Gruberstraße befindet sich das in den 1950er Jahren errichtete Gebäude des Oberlandesgerichts und der Oberstaatsanwaltschaft Linz.

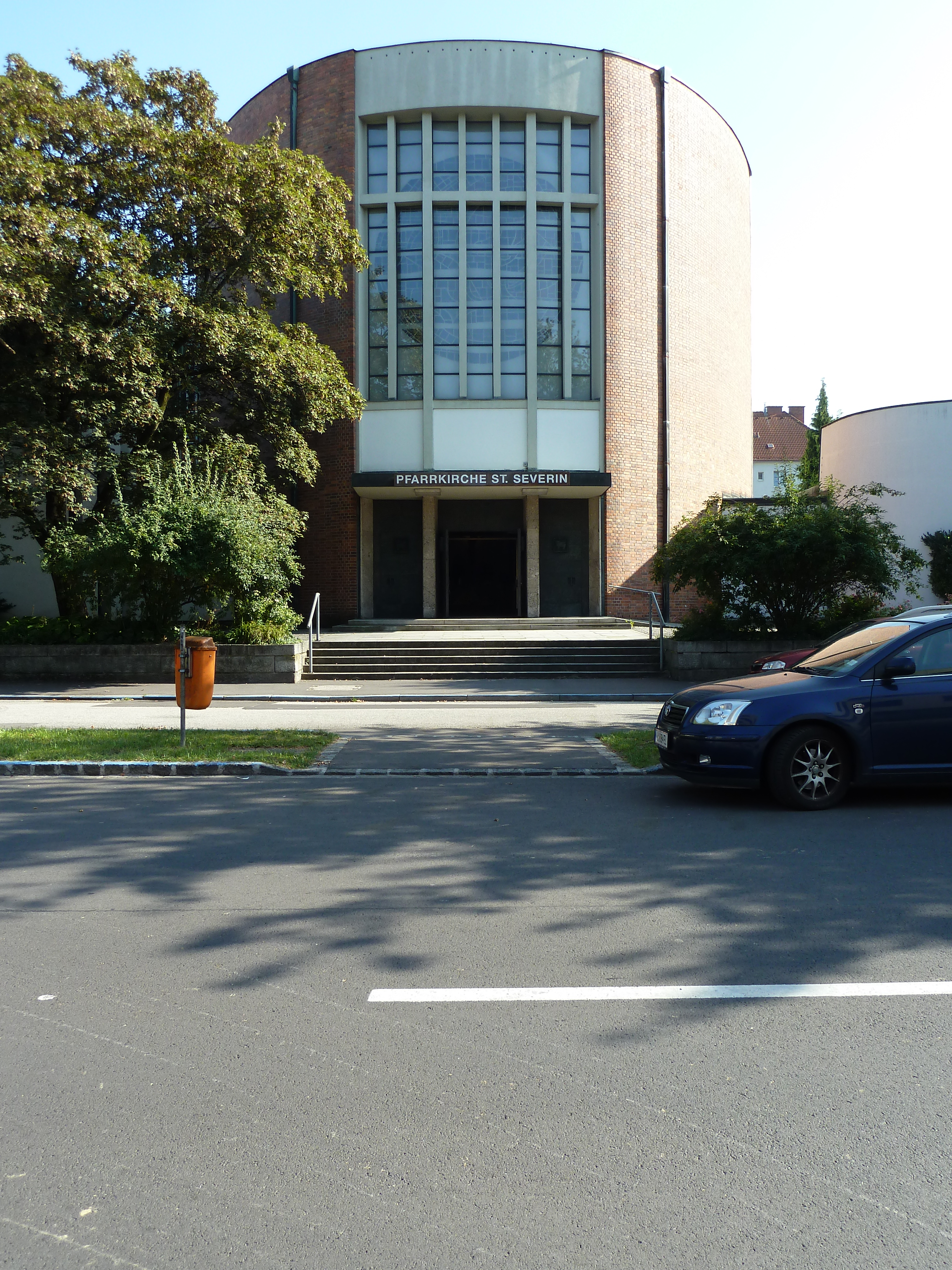
Pfarrkirche St. Severin

### Pfarrkirche St. Severin
Die Pfarrkirche St. Severin wurde zwischen 1963 und 1968 nach Plänen von Franz Wiesmayr als moderner Kirchenbau errichtet.

### Nr. 47 bis 2006 Landes-Frauenklinik Linz (nun Wohnbau)
Landes-Frauenklinik Linz: ehemaliger Edelsitz Eckharthof, der 1843 zunächst angemietet und 1852 gekauft worden ist. Das Land Oberösterreich hat die Gebäranstalt im Jahre 1861 übernommen; um die Jahrhundertwende wurde ausgebaut und eine gynäkologische Abteilung neu eingerichtet. Mit Erhalt des Öffentlichkeitsrechts wurde sie in Landes-Frauenklinik umbenannt. Nach dem Abriss der Gebäude befinden sich an der Adresse nun Mehrparteienhäuser.

### Nr. 52–58 Wohnbauten
Die Wohnbauten Ecke Leibnizstraße wurden als Teil des Kaplanhofviertels in der NS-Zeit um 1939/1940 (Hitlerbauten) errichtet.

### Nr. 94 Gewerbe- und Wohnhaus
Das letzte Haus in der Lederergasse vor der Autobahn A 7 wurde 1960 errichtet und war das Wohnhaus und der Malereibetrieb des Linzer-Buam-Kapellmeisters Robert Thaller.